# RGP-40
RGP-40 (Revolver-type Grenade Launcher, 40mm) — польский шестизарядный 40-мм гранатомёт револьверного типа, разработанный и производимый Тарнувским механическим заводом. На его дизайн сильно повлиял гранатомёт M32 MGL.

## История
Первый прототип был создан в 2008 году и представлен на выставке MSPO 2008 в Кельце. Оружие визуально похоже на южноафриканский Milkor MGL, особенно на вариант M32 MGL. Его окончательный вариант серийного производства отличается от прототипа.
Согласно планам, основным эксплуататором RGP-40 должны были стать Вооружённые силы Польши, которым, по подсчётам, потребуется около 500 многозарядных гранатомётов. Другими потенциальными пользователями этого оружия также могут быть полиция, тюремная служба и другие правоохранительные органы, которым необходимо оружие с высокой огневой мощью, способное стрелять слезоточивым газом и нелетальными боеприпасами.
Польская армия заказала 200 RGP-40 в 2016 году, но в итоге отказалась принимать произведенные гранатомёты, посчитав их не соответствующими армейским требованиям. Три RGP-40 были куплены в 2017 году полицией Польши.
Во время российско-украинского кризиса 2021—2022 годов в начале 2022 года партия хранящихся RGP-40 была передана польским правительством Украине, а затем использовалась Сухопутными войсками Украины.

## Конструкция
RGP-40 представляет 40-мм гранатомёт с револьверным магазином на шесть патронов с пружинным приводом, способным использовать большинство гранат калибра 40 × 46 мм. Цилиндр с пружинным приводом автоматически поворачивается на 60° во время выстрела, но его необходимо заводить обратно после каждой перезарядки.
Основным элементом оружия является рамка, к которой крепится магазин револьверного типа. При стрельбе барабан поворачивается на 60 градусов пружинами, взведенными вверх при заряжании патронов в оружие.
Магазин рассчитан на 6 патронов. Патронник имеет длину 140 мм, что позволяет использовать как боевые боеприпасы, так и специальные более длинные патроны.
Перед зарядкой патронов магазин необходимо повернуть влево или вправо (магазин цилиндрического откидного типа).
В RGP-40 используется УСМ двойного действия. Для предотвращения случайного выстрела в верхней части пистолетной рукоятки имеется двусторонний предохранитель.
RGP-40 оснащен планкой Пикатинни в верхней части магазина и тремя планками вокруг ствола. Он также оснащён телескопическим прикладом, который можно поворачивать вертикально для удобства обращения с оружием.

## Пользователи
- Украина: Переданы Польшей во время Российско-украинского кризиса 2021—2022 годов.[3]